# Pas på dit hjerte
Pas på dit hjerte er en film instrueret af Sune Lund-Sørensen efter manuskript af Sune Lund-Sørensen.

## Handling
Åreforkalkning og kredsløbsforstyrrelser fører til en blodprop i hjertet, hvis man ikke passer på det ved at dyrke motion, spise mere vegetabilsk kost, nedskære tobaksforbruget og undgå unødvendig stress. Professor dr. med. og formand for Hjerteforeningen, Anders Tybjærg Hansen, fortæller om risici og forebyggelse.